# Pop-Tops
Los Pop-Tops var en spansk popgrupp som bildades i Madrid 1967 och bestod av Phil Trim (f. Teophilus Earl Trim), José Lipiani, Alberto Vega, Ignacio Pérez, Júlian Luis Angulo och Enrice Gomez. 
Bandet hade framgång framför allt i Nederländerna med låten "Oh lord, Why lord" 1968, och när gruppens producent Alain Milhaud hörde den franska låten "Mamy Blue" så presenterade han den för bandet och lät Phil Trim skriva en engelsk text till den. Låten blev snabbt en fabulös framgång, och testades till Tio i topp i fyra olika versioner samtidigt. Det gick allra bäst för Los Pop-Tops, vilka blev etta under ett par veckor 1971.

Los Pop-Tops lanserade också låten "Hideaway", vilken sedermera blev etta på Tio i topp med Lena-Maria. Gruppen upplöstes 1974.